# دار التنوير للنشر والتوزيع
دار التنوير للنشر والتوزيع هي دار نشر عربية تأسست عام 1975، ولها ثلاثة مقرات في مصر ولبنان وتونس.أصدرت الدار العديد من المنشورات الأدبية والكتب والروايات العربية، كما شاركت في العديد من معارض الكتاب المحلية والدولية، كما أنها فازت بجائزة الشيخ زايد للكتاب فرع النشر والتقنيات الثقافية

## تاريخ الدار
دار التنوير للنشر والتوزيع تم تأسيسها عام 1975م، وتخدم القضايا الأدبية والسياسية والسير والمذكرات والفكر القومي. تضم دار التنوير شبكة توزيع ووكلاء في مقراتها في بيروت والقاهرة وتونس ومدن أخرى.

## مجالات الدار
تتنوع إصدارات الدار وتغطي موضوعات مختلفة على رأسها التاريخ، وقد أصدرت الدار أعمال متنوعة في مجالات مختلفة منها:
- الدراسات النقدية: آفاق النظرية الادبية (2016)، أنطولوجيا المعنى في الهرمنيوطيقا الفلسفية (2022).
- المجموعات القصصية: العالق في يوم أحد (2019)، فن التخلي (2024).
- الروايات: الطابور (2013)، آخر حقول التبغ (2020)، السيد أصغر أكبر (2011)، أرض السواد (2015).
- المقالات والخواطر

## مساهمات ثقافية
تنشر دار التنوير للعديد من الكتاب والأدباء العرب مثل: يوسف صديق، محمد علي اليوسفي ، إبراهيم البليهي. كما تنشر دار التنوير ترجمات بعض الكتب العالمية مثل: لعبة العروش وصدام الملوك وعاصفة السيوف.

## وصلات خارجية
- دار التنوير للنشر والتوزيع

## الجوائز
- جائزة الشيخ زايد للكتاب - فرع النشر والتقنيات الثقافية. (2018)